# Archipolydesmus cordubaensis
Archipolydesmus cordubaensis es una especie de miriápodo cavernícola de la familia Polydesmidae, endémica del sur de la España peninsular.